# Diediel
Diediel est un village du Sénégal situé en Basse-Casamance, à proximité de la frontière avec la Gambie. Il fait partie de la communauté rurale de Sindian, dans l'arrondissement de Sindian, le département de Bignona et la région de Ziguinchor.
Lors du dernier recensement (2002), la localité comptait 30 habitants et 4 ménages.